# Novíssimos
Na doutrina católica, os últimos acontecimentos que afetarão cada indivíduo no fim de sua jornada terrestre são chamados de «Novíssimos». São eles: morte, juízo, purgatório, inferno e paraíso. O estudo dos Novíssimos também é conhecido como escatologia individual, pois trata exclusivamente do estudo individual do destino das almas após a morte, diferenciando-se assim da escatologia coletiva, que visa estudar os últimos acontecimentos relativos a toda a humanidade, segundo a mesma óptica cristã.
O termo «Novíssimos» é de origem bíblica, e pode ser encontrado no livro do Eclesiástico (também conhecido como Sirac), não estando presente no cânone protestante: «Em todas as tuas obras, lembra-te dos teus novíssimos, e jamais pecarás.» (Eclo 7,40). Desde os primeiros séculos de tradição cristã, é de costume nos mosteiros e abadias o exercício mental da lembrança da morte e suas consequências, como forma de disciplinar o coração e cultivar suas virtudes.